# Malia grata
La Malia grata Schlegel, 1881 è una specie di uccello passeriforme della famiglia Locustellidae endemica dell'isola di Sulawesi, in Indonesia. La dieta di questa specie è costituita principalmente da insetti, coleotteri e altri artropodi e si trova in normalmente in coppie o piccoli gruppi composti da un numero variabile di esemplari che puoi variare dai tre ai sette uccelli.

## Tassonomia
È l'unica specie del genere Malia. La tassonomia di questa specie è stata complicata, essendo prima stata classificata nella famiglia Timaliidae, e posteriormente anche in Pycnonotidae. Ma ora si ritiene che appartenga alla famiglia Locustellidae.
Sono riconosciute tre sottospecie:
- Malia grata recondita: tipica delle foreste montane del Sulawesi settentrionale.
- Malia grata stresemanni: tipica del Sulawesi sudorientale e centrale.
- Malia grata grata: tipica del Sulawesi meridionale